# Marija Zupančič Vičar
Marija Zupančič-Vičar, slovenska okoljevarstvenica, * 1932/35? 
V letih 1988-92 je bila direktorica zavoda Triglavski narodni park, prej sekretarka za urbanizem SRS?.

## Odlikovanja in nagrade
Leta 1997 je prejela častni znak svobode Republike Slovenije z naslednjo utemeljitvijo: »za zasluge pri varstvu okolja, uveljavljanju Slovenije na tem področju in za pomembno delo v Triglavskem narodnem parku«.